# Tommaso Gar

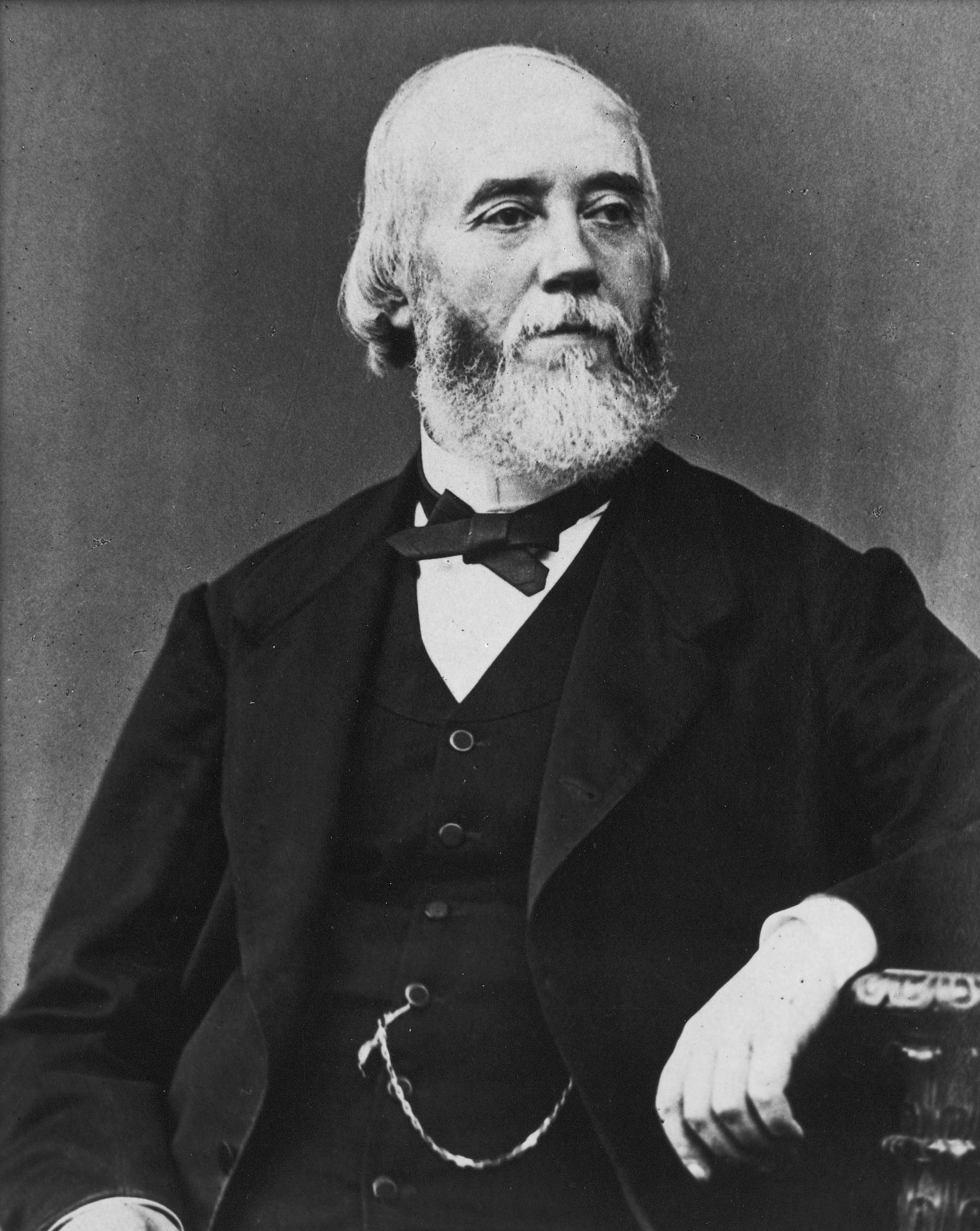
Porträt Tommaso Gars aus seinen späteren Jahren

Tommaso Angelo Gar (* 22. Februar 1808 in Trient; † 27. Juli 1871 in Desenzano del Garda) war ein italienischer Bibliothekar und Archivar, Streiter gegen die österreichische Herrschaft in Italien, bester Kenner Italiens der deutschen Literatur und von 1867 bis 1871 Direktor des Staatsarchivs Venedig.

## Leben

### Herkunft, Philosophiestudium, Übersetzungen
Tommaso Gar wurde als Sohn des Martino und der Domenica Rubini in Trient geboren. Der wenig vermögenden Familie gelang es, ihm eine Ausbildung zukommen zu lassen, die es ihm ermöglichte, 1831 ein Studium der Philosophie in Padua abzuschließen. Gar konzentrierte sich zunächst auf die Dichtkunst und die Literatur, übersetzte und veröffentlichte L’isolement und À Elvire von Alphonse de Lamartine. Da er nach wie vor seinen Lebensunterhalt auf diese Weise nicht sichern konnte, nutzte er seine neuen Kontakte, um Protektion zu suchen. Diese fand er in den Grafen Thun und Sizzo ebenso, wie in den Baronen Cloz und Mazzetti.

### Wien (1832–1842), Sekretär, Hofbibliothek
Über diese Kontakte kam er 1832 nach Wien, um sich in staatlichen Diensten zu verdingen. Er blieb zehn Jahre in der österreichischen Hauptstadt, wo er Italienisch unterrichtete und weiterhin Übersetzungen anfertigte. Dort begann er auch, für Gebildete aus dem Trentino, Venetien und der Lombardei historische Forschungen anzustellen. 1838 wurde er Sekretär des Grafen und Hofbeamten Moritz von Dietrichstein. Damit kam er auch in Kontakt mit der Kaiserin Maria Anna von Savoyen. Dietrichstein war zugleich Präfekt der Hofbibliothek.
Die Wiener Jahre waren entscheidend für seine Ausbildung. Dort konnte er sein Deutsch vervollkommnen, aber er lernte auch Spanisch und Englisch. Er nahm Unterricht in Philosophie, Münzkunde, Bibliothekswissenschaften, aber auch Medizin. Ferdinand Gregorovius, der ihn kennen lernte, schrieb 1871 in seinem Nekrolog, er habe niemals einen Italiener kennen gelernt, der ein so klares Urteil und eine so tiefgehende Kenntnis der deutschen Probleme gehabt habe.
Da er die Aufgabe hatte, sich mit der Korrespondenz der Kaiserin in italienischen Angelegenheiten zu befassen, erhielt er auch freien Zugang zur Hofbibliothek. Dort befanden sich überaus reiche italienische Fonds, wie etwa die Sammlung Foscarini. So verlagerten sich nicht nur seine persönlichen Kontakte in das Milieu der Gebildeten, die sich mit der Geschichte der Lombardei und der Toskana auseinandersetzten, auch wenn er weiterhin als Übersetzer tätig blieb.

### Florenz (1842–1847): Editionen, Deutschlandreise (1845)
Tatsächlich bewogen ihn seine veränderten Interessen dazu, nach Florenz zu gehen. Dies geschah unter Vermittlung von Cesare Cantù und Gino Capponi. Wahrscheinlich spielte aber auch die Wiener Hofgesellschaft eine Rolle, die für Nichtadlige nur begrenzte Möglichkeiten bot. Zudem entwickelte Gar eine Neigung zum Republikanismus.
Neben der Pflege von Verzeichnissen, Bibliographien und Sammlungen publizierte er zunehmend historische Quellen, wie die Storia arcana… ed altri scritti inediti di Marco Foscarini, die Annali veneti dall'anno 1457 al 1500… di Domenico Malipiero sowie die Dispacci al Senato veneto di Francesco Foscari e di altri oratori all'imperatore Massimiliano I (1496) und die Storia veneta dettata da Daniel Barbaro und die Storia segreta di Luigi Borghi dall'anno 1512 al 1515. Aus einem unveröffentlichten Kodex des Koblenzer Archivs edierte er eine Quelle zu Heinrich VII. Auch edierte und übersetzte er aus einem Fragment des Marco Foscarini Reiseberichte von Venezianern, darunter Marco Polo. Im Rahmen der Berichte der venezianischen Gesandten an den Senat, herausgegeben von Eugenio Alberi (I-XV, Florenz 1839–1863), verfasste er den ersten Band, während er die Publikation des zweiten Bandes Emmanuele Antonio Cicogna überlassen musste (Bd. IV, 1857).
Im Auftrag des Archivio bereiste Gar auch Deutschland, wo er Berlin, Dresden, Halle, München und Frankfurt zwischen April und Mai 1845 besuchte. Dort nahm er Kontakt mit Wilhelm von Giesebrecht, Karl Witte, Felix Dahn, Alfred von Reumont, Johann Friedrich Böhmer auf. Er übersetzte Cola di Rienzo und seine Zeit (1841) von Felix Papencordt und als Vita domestica dei Fiamminghi ein Werk von Hendrik Conscience.

### Padua (1847), Revolutionsgesandter in Paris, Verteidigung von Florenz
Seit Sommer 1847 an der Universitätsbibliothek von Padua beschäftigt, wurde er von der Revolution des Folgejahres überrascht. Er schloss sich den anti-österreichischen Gruppen an. Die provisorische Regierung Venetiens entsandte ihn vom 15. Mai bis zum 9. August 1848 nach Paris, zusammen mit Aleardo Aleardi. Die beiden Männer versuchten, Deutschland und Frankreich für die Sache Venetiens zu gewinnen. Nach dem Waffenstillstand beteiligte er sich an der Verteidigung des belagerten Florenz und reiste sogar nach Ungarn, doch wurde diese Reise schon auf Malta unterbrochen, als im August 1849 die Kämpfe endeten.

### Ausschluss aus allen Ämtern (1849), Direktor der Stadtbibliothek Padua (1853–1862)
Nach der Rückkehr nach Padua wurde ihm verboten, das Land zu verlassen, zugleich wurde er von allen Ämtern ausgeschlossen. Graf Giuseppe Sizzo unterhielt ihn mit einem großzügigen Gehalt, doch kam die avisierte Geschichte von Trient nie zur Fertigstellung. Doch im September 1853 wurde er Direktor der Stadtbibliothek, die im Entstehen war. Diese Stellung füllte er bis Juni 1862 aus, Jahre, in denen er aber auch als Journalist oder an populären Handbüchern mitarbeitete.
Weiterhin übersetzte er historische Werke, wie Reumonts Werk zur italienischen Diplomatie des 13. bis 16. Jahrhunderts (Florenz 1857), dann aber auch Studien und Editionen, allen voran die Statuti delle città di Trento (1858, Bd. III), Rovereto (Bd. IV, 1859) und Riva (Bd. VI, 1861), unterbrochen von den Annali del Principato ecclesiastico di Trento dal 1022 al 1540 (Bd. V, 1860).

### Mailand (1862–1863), Neapel (1863–1867): Universitätsbibliothek
1862 ging Gar nach Mailand, wo er Direktor des Convitto nazionale Longone wurde (Juni 1862 bis Juli 1863). 1863 wurde er Direktor der Universitätsbibliothek Neapel (bis März 1867). Er stattete die Bibliothek mit einem Fonds von etwa 3000 deutschsprachigen Werken aus und betrieb die zunehmende Verstaatlichung des Bibliothekswesens.

### Venedig (1867–1871): Direktor des venezianischen Generalarchivs
Im März 1867 wurde er Direktor des Archivio generale veneziano, eine Funktion, in der er in Wien über die Rückgabe der 1866 aus Venedig geraubten Archivalien verhandelte. Im Mai 1870 wurde er Präsident des Istituto Veneto di Scienze, Lettere ed Arti.
Weiterhin befasste er sich mit den deutsch-italienischen Kulturbeziehungen, wie etwa im Quadro storico-critico della letteratura germanica del nostro secolo (Venedig 1868), der profundesten Darstellung aus italienischer Perspektive des gesamten 19. Jahrhunderts.
Gar starb am 27. Juli 1871 in Desenzano am Gardasee, sein Leichnam wurde aufwendig in einem Trauerzug nach Trient überführt. Dort wurde sein Sarg am 1. März 1872 in Begleitung zahlreicher Honoratioren zum Friedhof geleitet.

## Literatur

Büste Tommaso Gars von Andrea Malfatti, entstanden zwischen 1884 und 1888, Museo d’arte moderna e contemporanea di Trento e Rovereto